# مسعود فرزاد
مسعود فرزاد (زادهٔ ۱۲۸۵ در سنندج – درگذشتهٔ ۱۳۶۰ در لندن)، نویسنده و مترجم معاصر ایرانی بود. وی برادر هومان فرزاد و برادر زن سعید نفیسی بود.

## زندگی
مسعود فرزاد در سال ۱۲۸۵ خورشیدی در شهر سنندج در خانواده‌ای اصفهانی به دنیا آمد. پدرش حبیب‌الله خان اصفهانی نام داشت و پس از مدتی به همراه خانواده به تهران رفت. مسعود در تهران وارد دارالفنون شد و دورهٔ متوسطه را به پایان برد. در همین زمان انگلیسی را آموخت و به‌عنوان مترجم به استخدام وزارت دارایی درآمد. در سال ۱۳۰۸ در کنکور اعزام دانشجویان به خارج از کشور قبول شد و برای تحصیل در رشتهٔ اقتصاد به انگلستان رفت. بعد از بازگشت به ایران، مترجم وزارت امور خارجه و درضمن، استاد دانشکدهٔ افسری شد و در مدرسهٔ دارالفنون نیز زبان انگلیسی تدریس می‌کرد.

### سفر دوم به اروپا
فرزاد بار دیگر به سفر فرنگ رفت. در این زمان جنگ جهانی دوم آغاز شده‌بود. فرزاد در لندن ازطرف بخش فارسی رادیو بی‌بی‌سی (BBC) انگلیس به‌عنوان سخنگو استخدام شد تا این‌ که کشاکش سیاسی دولت مصدق و انگلیس در نهضت ملی شدن نفت بالا گرفت و رادیو لندن علیه دولت ایران سخن پراکند. اما فرزاد حاضر نشد علیه دولت ایران در رادیو سخن بگوید و از همین رو استعفا داد. چندی در لندن مترجم سفارت ایران شد و سپس به ایران آمد.
در ایران استاد دانشگاه شیراز بود و تحقیقات عمیقی دربارهٔ حافظ کرد که انتشارات این دانشگاه به چاپ رساند.
فرزاد نوآوری خوش‌ذوق بود و در زمرهٔ گروه گروه رَبعه به‌شمار می‌آمد. مسعود فرزاد از بهترین کسانی بود که با صادق هدایت خویشاوندی فکری داشت. هدایت وغ وغ ساهاب را با همکاری او نوشت.

## درگذشت
فرزاد در سال ۱۳۶۰، درحالی‌که برای درمان بیماری به لندن رفته‌بود، درگذشت.

## آثار
از آثار منظوم فرزاد کوه تنهایی، بزم درد و گُل غم را می‌توان نام برد.
از ترجمه و تألیفات به زبان انگلیسی هم آثاری همچون: وزن رباعی، ترجمهٔ غزل‌های حافظ و مردی که فکر می‌کند را به انگلیسی تألیف کرده‌است.
موش و گربهٔ عبید زاکانی را نیز به زبان انگلیسی ترجمه کرده‌است. وی هملت و رؤیا در نیمه‌شب تابستان اثر شکسپیر را به فارسی برگردانده‌است.